# فلسفه چیست؟ (کتاب هایدگر)
فلسفه چیست؟ (به آلمانی: Was ist das - die Philosophie) کتابی است از مارتین هایدگر که در سال ۱۹۵۵ منتشر شد.

## ترجمهٔ فارسی
این کتاب را رضا داوری اردکانی از روی متن فرانسه ترجمه کرده‌است. این ترجمه به‌عنوان بخشی از این دو کتاب منتشر شده‌است:
- هیدگر و گشایش راه تفکر آینده، انتشارات نقش جهان، ۱۳۹۳
- فلسفه در قرن بیستم، انتشارات سمت، ۱۳۷۵

مجید مددی هم آن را از روی متن انگلیسی به فارسی ترجمه کرده‌است.

## نقد و بررسی
در اردیبهشت ۱۳۹۶ جلسه‌ای برای بررسی این کتاب با حضور رضا داوری اردکانی، سید محمدرضا بهشتی، سید حمید طالب‌زاده و حسین غفاری در دانشکده ادبیات دانشگاه تهران برگزار شد.